# Place Jean-Baptiste-Clément
La place Jean-Baptiste-Clément est une voie du 18e arrondissement de Paris, en France.

## Situation et accès

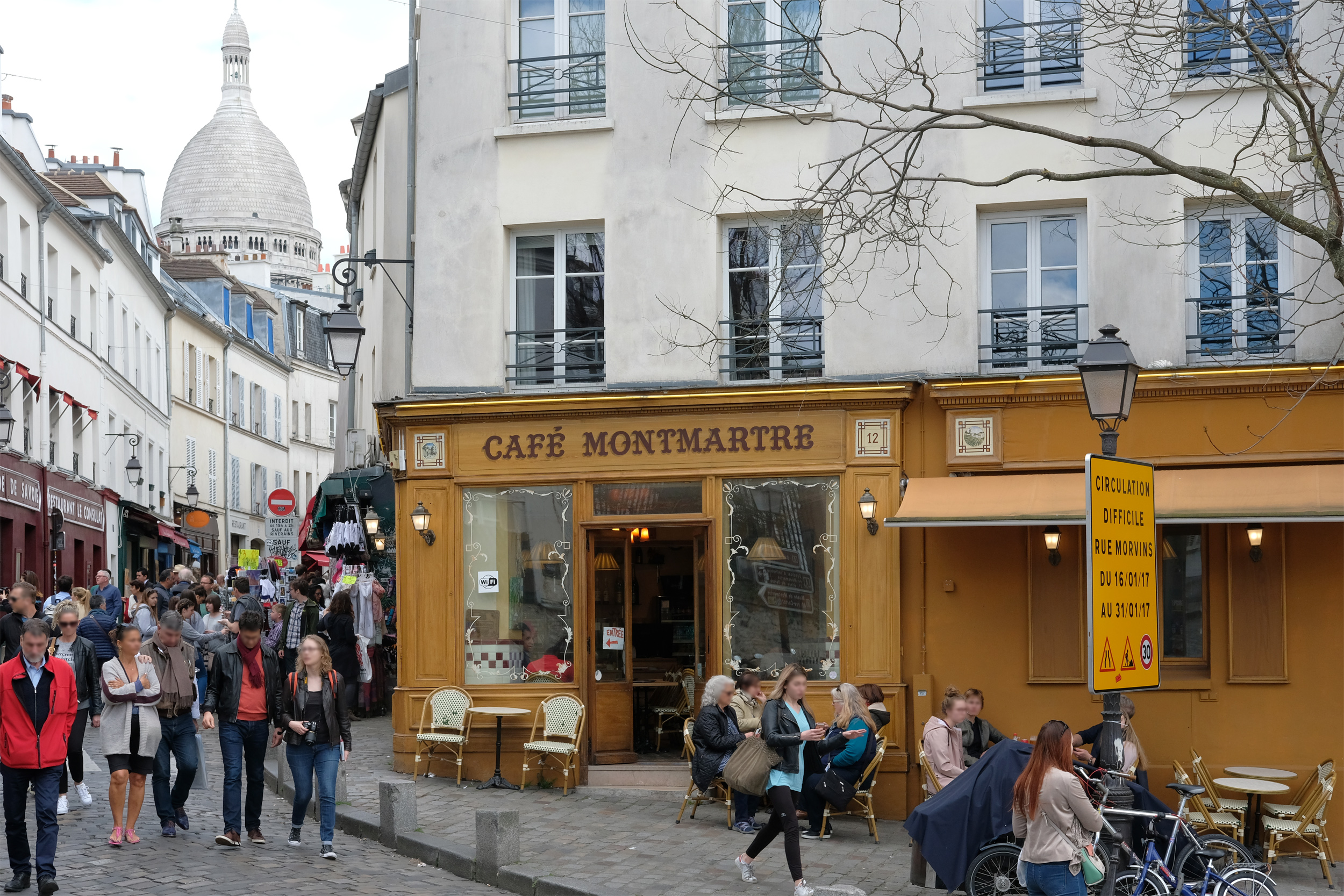
La place (à droite) jouxte la rue Norvins (à gauche).

La place Jean-Baptiste-Clément est une voie publique située dans le 18e arrondissement de Paris. Elle débute au 19, rue Ravignan et se termine rue Lepic.
Le quartier est desservi par la ligne 12 à la station Abbesses.

## Origine du nom

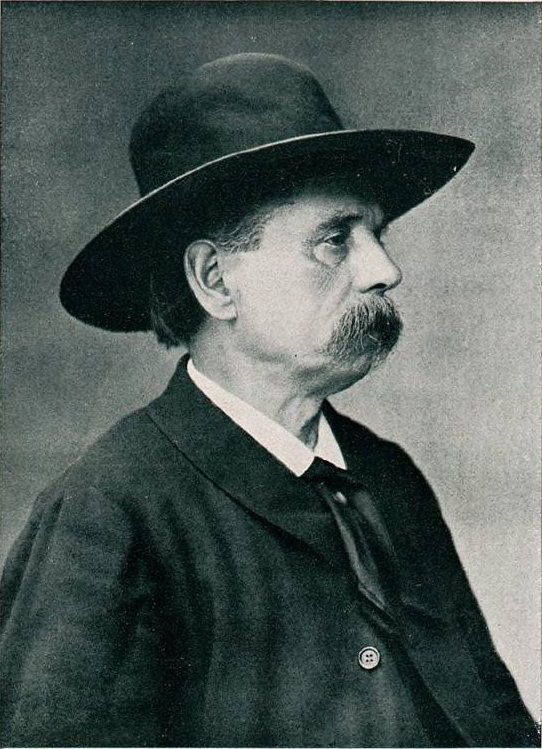
Jean-Baptiste Clément.

Cette voie porte le nom de Jean Baptiste Clément (1836-1903), auteur de la chanson Le Temps des cerises.

## Historique

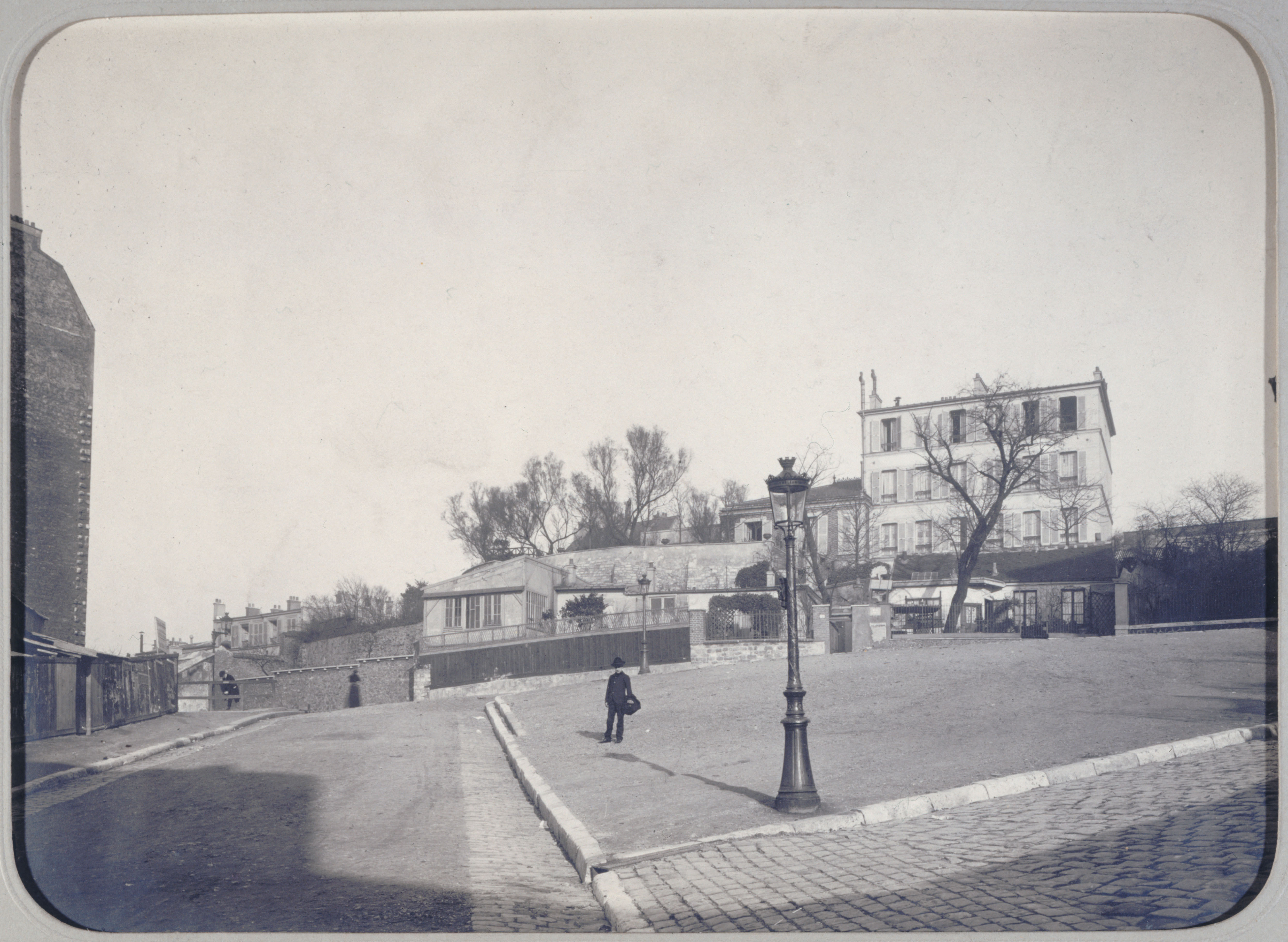
La place en novembre 1904.

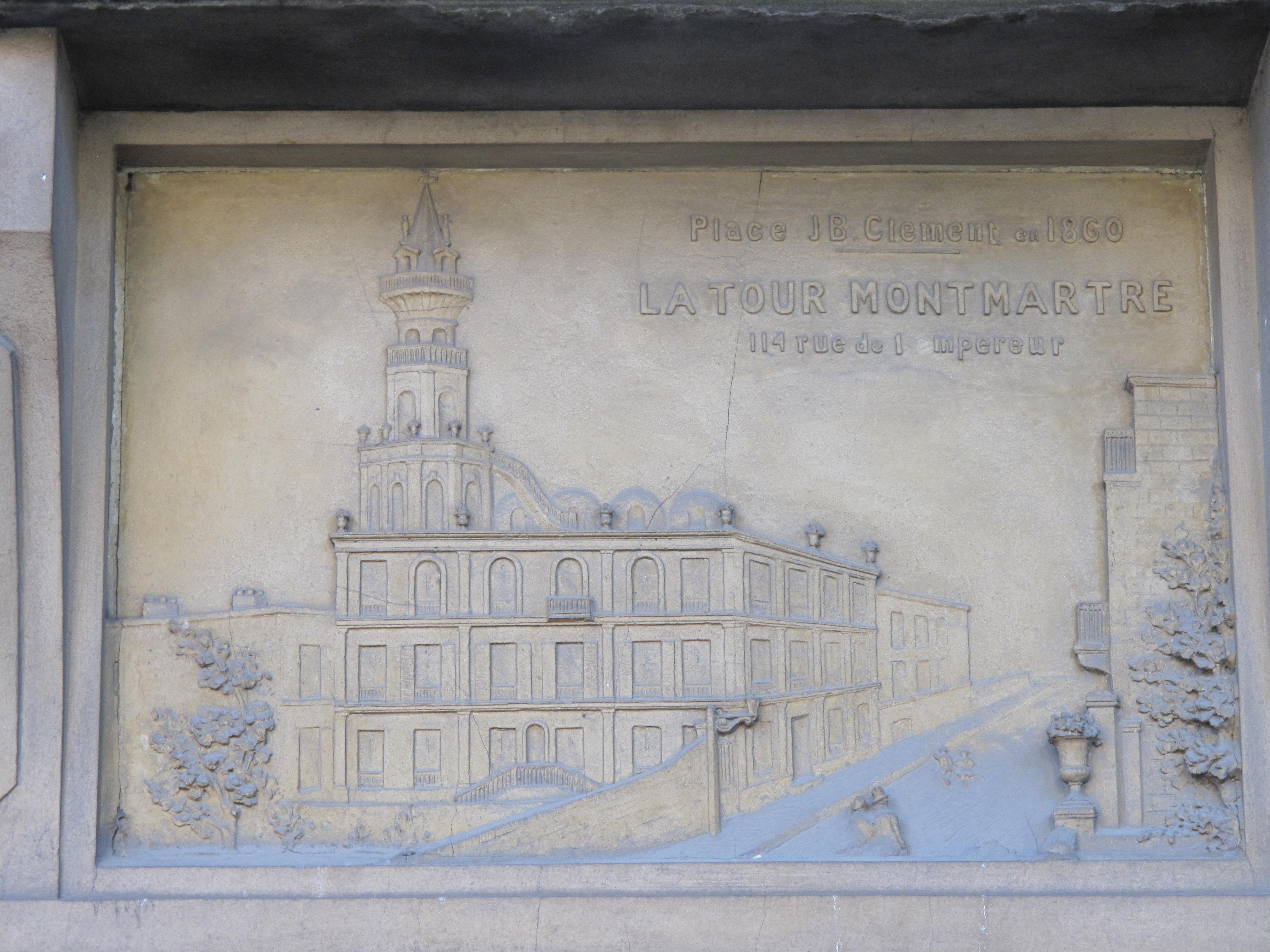
Tour Montmartre, à ne pas confondre avec la tour Solférino, située dans le même quartier.

Cette place a été formée par la réunion de l'ancienne rue Feuchère, d'une partie de la rue Lepic et d'une partie de la rue Ravignan et prend sa dénomination actuelle en décembre 1905.

## Bâtiments remarquables et lieux de mémoire
- Tour Montmartre ; cette tour, qui n’existe plus aujourd’hui, est construite en 1860 ; elle est haute de 40 mètres et on y accède par un escalier de 172 marches ; il faut payer 20 centimes pour y entrer ; un café est installé au pied de la tour[1], dont l’enseigne porte l’inscription « Au plus beau point de vue du monde »[2].

## La place dans les arts
- La Place Jean-Baptiste-Clément à Montmartre, tableau du peintre Frank-Will (1900-1950), est conservé au musée Lambinet à Versailles.